# Arthur van Gehuchten
Arthur van Gehuchten, né le 20 avril 1861 à Anvers et mort le 9 décembre 1914 à Cambridge, est un biologiste, neuranatomiste, neurologue belge.
Enseignant à la Faculté de médecine de l'université catholique de Louvain, pionnier de la photographie et de la cinématographie médicale, il est sans conteste l'une des figures marquantes des sciences neurologiques en Belgique avant 1914.

## Biographie
Il s'inscrit, à l'âge de 20 ans, à la Faculté des sciences pour poursuivre des études en biologie. Il est remarqué par Jean-Baptiste Carnoy, qui le forme à la recherche scientifique. Il obtient, en 1887, le titre de docteur en sciences naturelles.
Il découvre la neuroanatomie à Francfort-sur-le-Main avec le pathologiste Carl Weigert connu pour ses méthodes originales de coloration des tissus nerveux, et Ludwig Edinger, fondateur de la neuroanatomie comparée.
En 1890, il poursuit une carrière académique et enseigne l'anatomie systématique. Titulaire du diplôme de docteur en médecine, il enseigne alors, à la chaire de médecine, l'anatomie humaine. Il est l'auteur d'une technique de fixation des tissus biologiques connue sous le nom de « technique de Van Gehuchten », qui consiste à faire agir sur le tissu à fixer une solution composée de 10 parts d'acide acétique glacial, 30 parts de chloroforme et 60 parts d'alcool.
Il est également documentariste, tournant notamment en 1907, Trouble de la marche secondaire à une lésion traumatique complexe de la moelle épinière. Dès 1895, il organise des projections de films à sujets médicaux par passion de la cinématographie naissante plutôt que comme professionnel du 7e art. Il enregistre, avec l'aide de son fils, des cas cliniques typiques liés à des problèmes neurologiques ou myopathiques, utilisant ces pellicules pour ses propres études et son enseignement. Elles sont actuellement restaurées par les archives nationales du film belge.
En son hommage, la place de Laeken où se trouve l'entrée du site Victor Horta du CHU Brugmann porte son nom.

## Source d'inspiration dans le domaine de la danse
Le compositeur Renaud De Putter lui dédie  Chorée, études de mouvement pour voix et piano - Corymbe, pour piano - Surfaces, pour piano - Études de patients, basé sur ses films.
Le chorégraphe et metteur en scène Alain Platel lui rend également hommage en s'inspirant des travaux psychiatriques sur les psychoses qu’il a consacrés à ses patients psychiatriques atteints d'hystérie. Sur les Vêpres de la Vierge de Claudio Monteverdi il en donne sa propre interprétation en combinant une musique orchestrale à la danse contemporaine. Il rend chaque sensation des acteurs, des danseurs ou des musiciens, perceptible sous un décor de mur blanc comme frontière entre les personnages et la réalité. Le chorégraphe s'inspire des films qui contiennent des séquences de mouvements apparemment inutiles de patients psychiatriques.